# سرگئی بادالیان
سرگئی گریگوری بادالیان (ارمنی: Սերգեյ Գրիգորի Բադալյան؛ ۴ ژوئیهٔ ۱۹۴۷ – ۲۵ نوامبر ۱۹۹۹) سیاست‌مدار، و فیزیک‌دان اهل ارمنستان بود. بین سال‌های ۱۹۹۱ تا ۱۹۹۹ بادالیان دبیر اول حزب کمونیست ارمنستان بود. وی نماینده دوره‌های اول و دوم مجلس ملی جمهوری ارمنستان بوده است.

## زندگی‌نامه
وی در ۴ ژوئیهٔ ۱۹۴۷ در ایروان به دنیا آمد و از دانشگاه ملی پلی‌تکنیک ارمنستان فارغ‌التحصیل گشت. وی همچنین برنده جوایزی همچون [[]] شد. وی در ۲۵ نوامبر ۱۹۹۹ در سن ۵۲ سالگی در مسکو درگذشت.

## نگارخانه

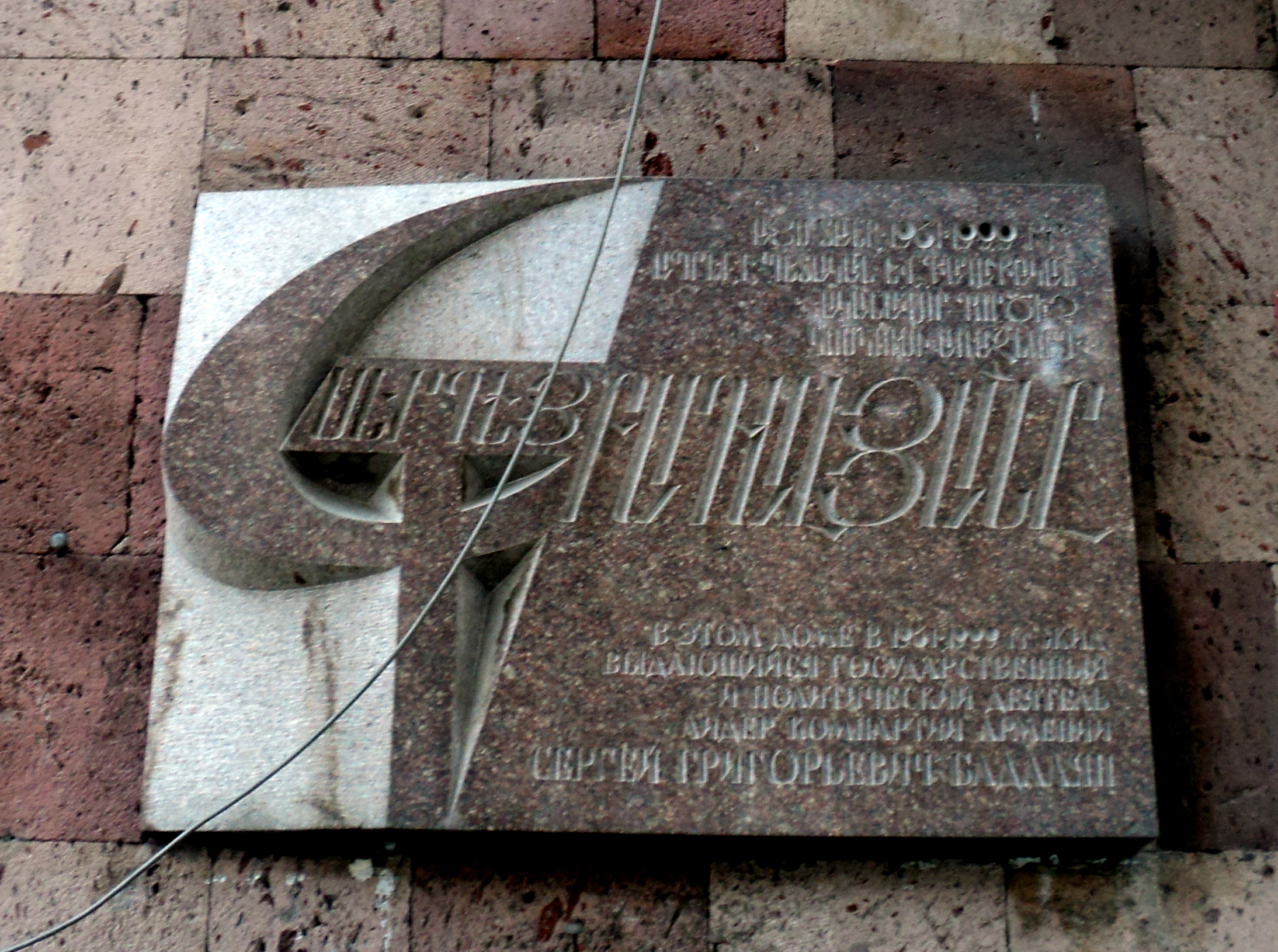